# Catalina Artusi
Catalina Artusi (24 de maio de 1990, Buenos Aires, Argentina) é uma actriz reconhecida pelos seus papeis nas séries infantis Chiquititas e Floricienta. Actualmente só faz publicidade.[carece de fontes?]

## Trabalhos
- Chiquititas (Cata - 1998)
- Verano del '98 (Titi - 1999/2000)
- Floricienta (Marina - 2005)
- Culpable de este amor (Soledad - 2004)
- Máximo Corazón (Lucilita - 2002)
- Yago, pásion morena (Claribel - 2001)
- Luna salvaje (Yanina - 2000)
- Visitante de invierno (Julieta - 2006)
- Ricos y Famosos (1997)
- Son de fierro (2007, participação)
- Sos mi vida (Rene, 2006)